# 丹戎布拉王國
丹戎布拉王國，又作丹重布囉、丹戎武囉，古国，位于婆罗洲西南海岸，相当于今印尼西加里曼丹省的道房县一带，其历史可以追溯到8世纪。其国都数次迁移，原都于丹戎布拉，位于今道房县的尼克里巴鲁村（Negeri Baru），在改信伊斯兰教之后，该国国都迁到了巫律述。1779年，该王国成为了荷兰东印度公司的一部分。

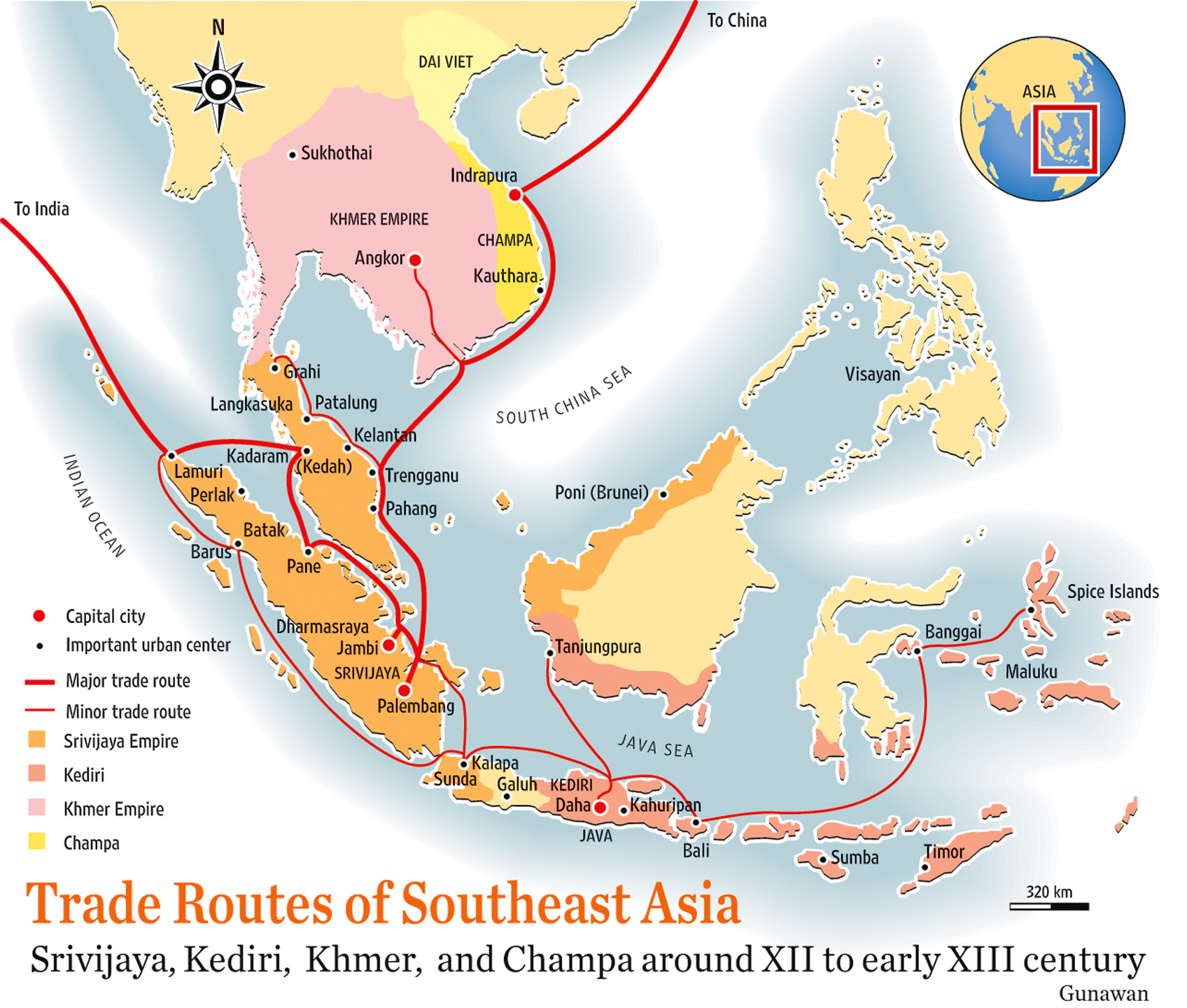
12世纪和13世纪东南亚贸易路线图中所示的国界范围